# Martin Gernát
Martin Gernát (* 11. duben 1993, Košice) je slovenský hokejista. Hraje na postu obránce.

## Hráčská kariéra
- 2009/2010 HC Košice
- 2010/2011 HC Košice
- 2011/2012 Edmonton Oil Kings WHL
- 2012/2013 Edmonton Oil Kings WHL
- 2013/2014 Oklahoma City Barons AHL, Bakersfield Condors ECHL
- 2014/2015 Oklahoma City Barons AHL
- 2015/2016 Bakersfield Condors AHL, San Diego Gulls AHL
- 2016/2017 HC Sparta Praha ELH
- 2017/2018 HC Prešov Penguins, HC Košice, Lausanne HC NLA
- 2018/2019 HC Oceláři Třinec ELH
- 2019/2020 HC Oceláři Třinec ELH
- 2020/2021 HC Oceláři Třinec ELH
- 2021/2022 Lausanne HC NLA
- 2022/2023 Lausanne HC NLA
- 2023/2024 Lokomotiv Jaroslavl (KHL)
- 2024/2025 Lokomotiv Jaroslavl (KHL)

### Seniorská reprezentace
| Turnaj        | Místo konání    | Z | G | A | B | Umístění         | Soupisky          |
| ------------- | --------------- | - | - | - | - | ---------------- | ----------------- |
| MS 2021       | Lotyšsko (Riga) | 7 | 1 | 1 | 2 | 8. místo         | Soupiska MS 2021  |
| ZOH 2022      | Čína (Peking)   | 7 | 0 | 2 | 2 | Bronzová medaile | Soupiska ZOH 2022 |
| Celkem na MS  |                 | 7 | 1 | 1 | 2 |                  |                   |
| Celkem na ZOH |                 | 7 | 0 | 2 | 2 |                  |                   |